# Zapora Barberine

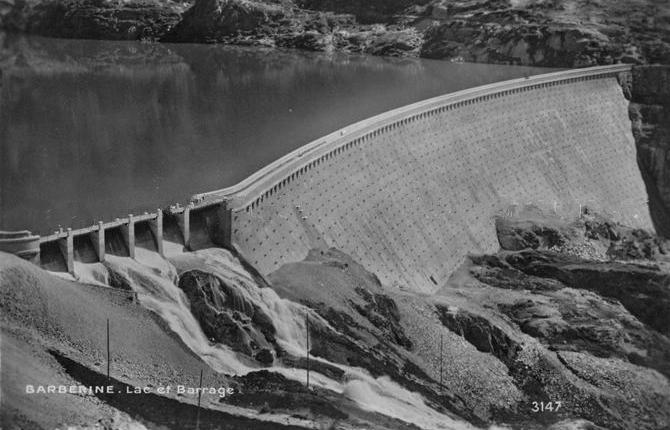
Zapora Barberine przed 1936 r.

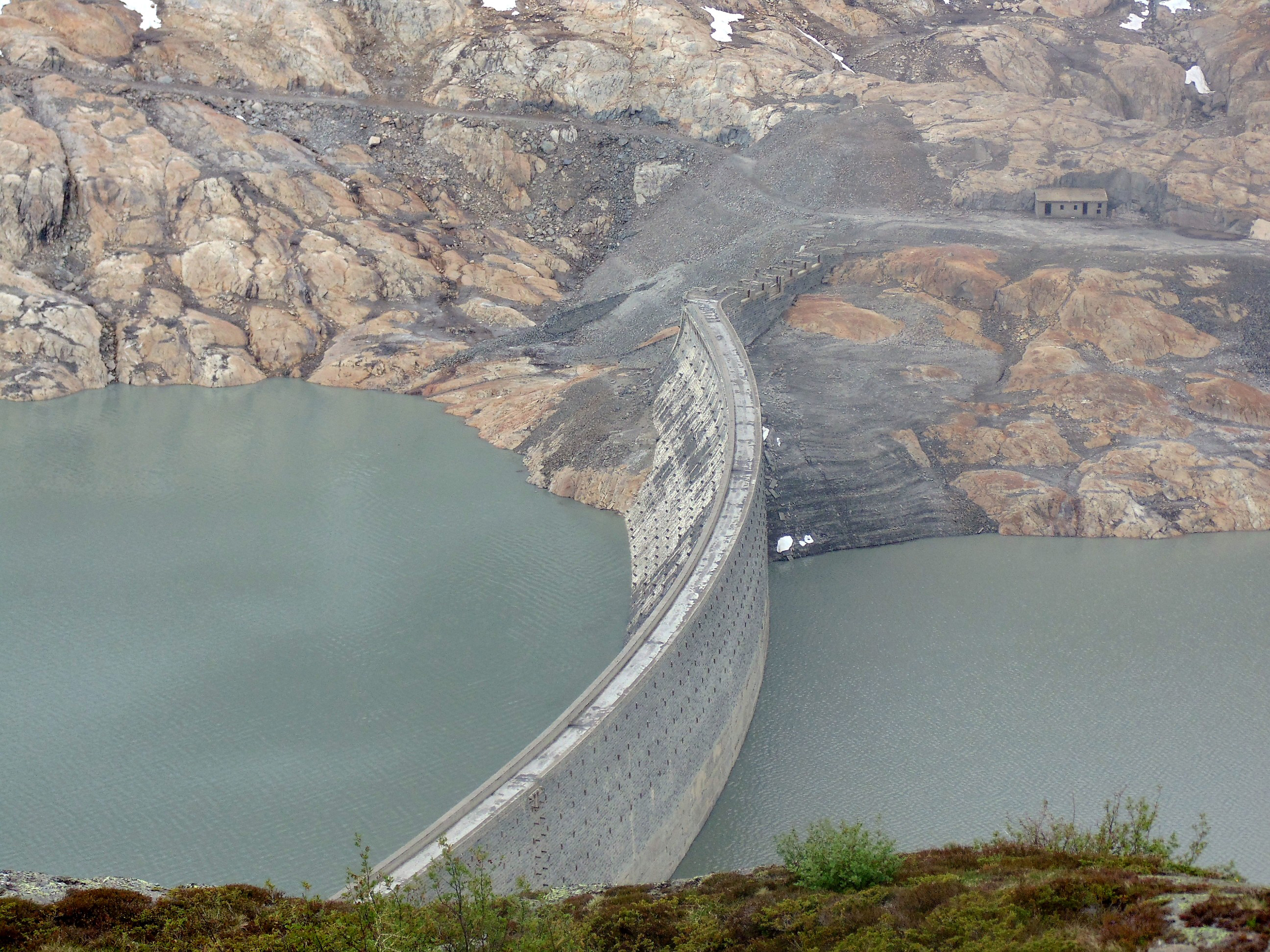
Zapora Barberine przy niskim stanie wody w zbiorniku Émosson (tu: 27 czerwca 2013 r.)

Zapora Barberine (fr. Barrage de Barberine) – zapora wodna w szwajcarskich Alpach, w kantonie Valais. Wybudowana w latach 1921–1925; od 1972 r. wyłączona z eksploatacji i zalana wodą na skutek budowy, nieco niżej, znacznie wyższej zapory Émosson i powstania związanego z nią zbiornika Émosson.

## Położenie
Zapora została zbudowana w grupie górskiej Massif du Giffre w Prealpach Sabaudzkich, na potoku Barberine w dorzeczu górnego Rodanu. Przegrodziła dolinę Barberine między szczytami Bel Oiseau (2630 m n.p.m.) na wschodzie oraz północnym ramieniem Oeil de Boeuf (2651 m n.p.m.) na zachodzie.

## Tło historyczne
Koleje szwajcarskie, podobnie jak i koleje wszystkich innych krajów, początkowo bazowały wyłącznie na napędzie parowym. Parowozy opalane były węglem kamiennym, który Szwajcaria importowała (głównie z Niemiec). Aby uniezależnić się od drogiego węgla, którego dostawy mogły dodatkowo podlegać różnym ograniczeniom, szwajcarskie koleje federalne (CFF, fr. Chemins de fer fédéraux suisses) zdecydowały się w 1913 r. na elektryfikację swojej sieci linii kolejowych. Dla zabezpieczenia odpowiedniej ilości energii elektrycznej CFF postanowiły wybudować system zapór wodnych i związanych z nimi elektrowni wodnych. W 1917 r. CFF otrzymały federalną koncesję na wykorzystywanie w tym celu szwajcarskich wód.

## Historia budowy
Zapora została wybudowana w latach 1921–1925. W celu dostarczania na plac budowy wszystkich potrzebnych materiałów wybudowana została z przysiółka Barberine (ok. 1180 m n.p.m.) specjalna kolej linowa o nachyleniu 87%, która wywoziła na górę ok. 700 m³ betonu na dobę. Przy budowie zapory pracowało średnio 400 robotników po 11 godzin dziennie. 
W budowie zapory zastosowano po raz pierwszy w Szwajcarii beton lany. Niemal jednocześnie realizowano tą samą metodą dwie inne zapory, w dolinie Wägital w kantonie Schwyz (Schräh i Rampen). We wszystkich trzech zaporach już po kilku latach pojawiły się uszkodzenia z powodu mrozu, które wymagały znacznych prac naprawczych. Okazało się, że zimny alpejski klimat znacząco szkodzi stosowaniu metody lanego betonu. Mury zapór trzeba było dodatkowo obmurować okładziną z kamienia.

## Charakterystyka
Zapora była konstrukcją betonową typu ciężkiego. Zużyto na jej budowę co najmniej 206 000 m³ betonu. Jej mur miał maksymalną wysokość 79 m, grubość u podstawy 58 m, w koronie 4,5 m. Korona zapory, położona na wysokości 1888 m n.p.m., miała długość 250 m. Po prawej stronie muru (patrząc od strony wody) zapora miała 6 upustów przelewowych o łącznej wydajności 50 m³/s. Pojemność powstałego za zaporą zbiornika wynosiła ok. 40 mln m³ wody.